# Let's Dance 2023
Let's Dance 2023 var den artonde säsongen av TV-programmet Let's Dance, som hade premiär i TV4 den 18 mars 2023.
Den 11 mars meddelade Petra Mede att hon hoppade av programledarrollen på grund av ryggproblem. Kristin Kaspersen ersatte henne som programledare tillsammans med David Lindgren.
Första gången dansade två kvinnor par, när förra fotbollsspelaren Nilla Fischer hade Cecilia Ehrling som danspartner. Förra längdskidåkaren Charlotte Kalla var höggravid, men deltog hela säsongen eftersom hon kom till final med Tobias Karlsson som danspartner.

## Tävlande
| Kändis          | Yrke                                  | Professionell dansare | Status i tävlingen |
| --------------- | ------------------------------------- | --------------------- | ------------------ |
| Hampus Hedström | Youtuber & komiker                    | Ines Maria Ștefănescu | 1:a plats          |
| Charlotte Kalla | Före detta skidåkare                  | Tobias Karlsson       | 2:a plats          |
| Renaida Braun   | Artist                                | Tobias Bader          | Utröstad (3:a)     |
| Rickard Sjöberg | Programledare                         | Tove Villför          | Utröstad (4:a)     |
| Johanna Lind    | Tv-profil & före detta Fröken Sverige | Tobias Wallin         | Utröstad (5:a)     |
| Tone Sekelius   | Artist & programledare                | Hugo Gustafsson       | Utröstad (6:a)     |
| Andreas Wijk    | Artist                                | Ida Sund              | Utröstad (7:a)     |
| Kodjo Akolor    | Programledare & komiker               | Jasmine Takács        | Utröstad (8:a)     |
| Johan Jureskog  | Kock & krögare                        | Hedvig Löfwall        | Utröstad (9:a)     |
| Nilla Fischer   | Före detta fotbollsspelare            | Cecilia Ehrling       | Utröstad (10:a)    |

### Program 1
Sändes på TV4 den 18 mars 2023. Deltagarna nedan står angivna efter startordningen.
1. Tone Sekelius & Hugo Gustafsson - Quickstep (Can't Tame Her)
2. Johanna Lind & Tobias Wallin - Samba (Varje gång jag ser dig)
3. Hampus Hedström & Ines Ștefănescu - Quickstep (As It Was)
4. Renaida Braun & Tobias Bader - Samba (Fantasy)
5. Johan Jureskog & Hedvig Löfwall - Cha-cha (Beggin)
6. Kodjo Akolor & Jasmine Takács - Quickstep (On Top of the World)
7. Rickard Sjöberg & Tove Villför - Tango (Calleth You, Cometh I)
8. Nilla Fischer & Cecilia Ehrling - Cha-cha (Fireball)
9. Andreas Wijk & Ida Sund - Samba (I Feel It Coming)
10. Charlotte Kalla & Tobias Karlsson - Tango (I Wanna Dance With Somebody)

#### Juryns poäng[6]
| Nr | Tävlingspar                       | Dermot Clemenger | Ann Wilson | Tony Irving | Poängsumma |
| -- | --------------------------------- | ---------------- | ---------- | ----------- | ---------- |
| 1  | Tone Sekelius & Hugo Gustafsson   | 3                | 3          | 2           | 8          |
| 2  | Johanna Lind & Tobias Wallin      | 5                | 4          | 5           | 14         |
| 3  | Hampus Hedström & Ines Ștefănescu | 4                | 3          | 3           | 10         |
| 4  | Renaida Braun & Tobias Bader      | 5                | 5          | 3           | 13         |
| 5  | Johan Jureskog & Hedvig Löfwall   | 2                | 2          | 1           | 5          |
| 6  | Kodjo Akolor & Jasmine Takács     | 3                | 3          | 1           | 7          |
| 7  | Rickard Sjöberg & Tove Villför    | 5                | 5          | 4           | 14         |
| 8  | Nilla Fischer & Cecilia Ehrling   | 4                | 3          | 4           | 11         |
| 9  | Andreas Wijk & Ida Sund           | 3                | 3          | 2           | 8          |
| 10 | Charlotte Kalla & Tobias Karlsson | 3                | 3          | 3           | 9          |

#### Utröstningen
I det första programmet röstas ingen ut men nedan visas dock ändå det par som erhöll minst antal poäng sammanlagt från både tittare och jury. Poängen och rösterna deltagarna fick togs med till veckan därpå.
| Lägst antal poäng               |
| Johan Jureskog & Hedvig Löfwall |

### Program 2
Sändes på TV4 den 25 mars 2023. Deltagarna nedan står angivna efter startordningen.
1. Hampus Hedström & Ines Ștefănescu - Samba (Mer Av Dig)
2. Nilla Fischer & Cecilia Ehrling - American Smooth (Easy On Me)
3. Kodjo Akolor & Jasmine Takács - Samba (Ingen Annan Rör Mig Som Du)
4. Johan Jureskog & Hedvig Löfwall - American Smooth (Smells Like Teen Spirit)
5. Renaida Braun & Tobias Bader - Quickstep (Why Don't You Come On Over)
6. Charlotte Kalla & Tobias Karlsson - Cha-cha (Vi Ska Aldrig Gå Hem)
7. Johanna Lind & Tobias Wallin - Quickstep (Crazy In Love)
8. Andreas Wijk & Ida Sund - Quickstep (Can't Buy Me Love)
9. Tone Sekelius & Hugo Gustafsson - Samba (Nar Vi Tva Blir En)
10. Rickard Sjöberg & Tove Villför - Cha-cha (Goliath)

#### Juryns poäng[7]
| Nr | Tävlingspar                       | Dermot Clemenger | Ann Wilson | Tony Irving | Poängsumma | Poängsumma program 1+2 |
| -- | --------------------------------- | ---------------- | ---------- | ----------- | ---------- | ---------------------- |
| 1  | Hampus Hedström & Ines Ștefănescu | 5                | 5          | 6           | 16         | 26 (10+16)             |
| 2  | Nilla Fischer & Cecilia Ehrling   | 5                | 4          | 4           | 13         | 24 (11+13)             |
| 3  | Kodjo Akolor & Jasmine Takács     | 4                | 4          | 3           | 11         | 18 (7+11)              |
| 4  | Johan Jureskog & Hedvig Löfwall   | 5                | 5          | 3           | 13         | 18 (5+13)              |
| 5  | Renaida Braun & Tobias Bader      | 6                | 5          | 6           | 17         | 30 (13+17)             |
| 6  | Charlotte Kalla & Tobias Karlsson | 4                | 4          | 2           | 10         | 19 (9+10)              |
| 7  | Johanna Lind & Tobias Wallin      | 6                | 6          | 7           | 19         | 33 (14+19)             |
| 8  | Andreas Wijk & Ida Sund           | 4                | 5          | 5           | 14         | 22 (8+14)              |
| 9  | Tone Sekelius & Hugo Gustafsson   | 3                | 3          | 4           | 10         | 18 (8+10)              |
| 10 | Rickard Sjöberg & Tove Villför    | 4                | 5          | 3           | 12         | 26 (14+12)             |

#### Utröstningen
Listar de två par som erhöll minst tittar- och juryröster under de två första programmen.
Den av dessa två som är markerad med mörkgrå färg är den som tvingats lämna tävlingen (den till vänster).
| Lägst antal poäng               |                                 |
| Nilla Fischer & Cecilia Ehrling | Johan Jureskog & Hedvig Löfwall |

### Program 3
Sändes på TV4 den 1 april 2023. Denna vecka fick deltagarna en utmaning i form av ett danssteg som de skulle inkludera i sin koreografi. Deltagarna nedan står angivna efter startordningen.
1. Renaida Braun & Tobias Bader - Paso Doble (Hälsa Gud)
2. Tone Sekelius & Hugo Gustafsson - Tango (Just Can't Get Enough)
3. Hampus Hedström & Ines Ștefănescu - Tango (Song 2)
4. Andreas Wijk & Ida Sund - Cha-cha (How Will I Know)
5. Charlotte Kalla & Tobias Karlsson - American Smooth (Oops!…I Did It Again)
6. Kodjo Akolor & Jasmine Takács - Tango (Can You Feel It)
7. Rickard Sjöberg & Tove Villför - American Smooth (The Way You Look Tonight)
8. Johan Jureskog & Hedvig Löfwall - Samba (On My Way)
9. Johanna Lind & Tobias Wallin - Paso Doble (Euphoria)

#### Juryns poäng[8]
| Nr | Tävlingspar                       | Dermot Clemenger | Ann Wilson | Tony Irving | Poängsumma |
| -- | --------------------------------- | ---------------- | ---------- | ----------- | ---------- |
| 1  | Renaida Braun & Tobias Bader      | 6                | 5          | 6           | 17         |
| 2  | Tone Sekelius & Hugo Gustafsson   | 6                | 6          | 7           | 19         |
| 3  | Hampus Hedström & Ines Ștefănescu | 5                | 6          | 5           | 16         |
| 4  | Andreas Wijk & Ida Sund           | 5                | 5          | 4           | 14         |
| 5  | Charlotte Kalla & Tobias Karlsson | 5                | 5          | 5           | 15         |
| 6  | Kodjo Akolor & Jasmine Takács     | 4                | 3          | 4           | 11         |
| 7  | Rickard Sjöberg & Tove Villför    | 7                | 7          | 5           | 19         |
| 8  | Johan Jureskog & Hedvig Löfwall   | 5                | 4          | 4           | 13         |
| 9  | Johanna Lind & Tobias Wallin      | 7                | 7          | 8           | 22         |

#### Utröstningen
Listar de två par som erhöll minst tittar- och juryröster under programmet.
Den av dessa två som är markerad med mörkgrå färg är den som tvingats lämna tävlingen (den till vänster).
| Lägst antal poäng               |                         |
| Johan Jureskog & Hedvig Löfwall | Andreas Wijk & Ida Sund |

### Program 4
Sändes på TV4 den 8 april 2023. Denna vecka fick alla deltagare deras mest minnesvärda år att dansa till. Deltagarna nedan står angivna efter startordningen.
1. Charlotte Kalla & Tobias Karlsson - Samba (Move)
2. Andreas Wijk & Ida Sund - American Smooth (Release Me)
3. Kodjo Akolor & Jasmine Takács - Cha-cha (Don’t You Worry ’Bout a Thing)
4. Renaida Braun & Tobias Bader - Tango (Stronger (What Doesn't Kill You))
5. Hampus Hedström & Ines Ștefănescu - Paso Doble (Let Me Entertain You)
6. Rickard Sjöberg & Tove Villför - Samba (Min Kärlek)
7. Johanna Lind & Tobias Wallin - Tango (When Love Takes Over)
8. Tone Sekelius & Hugo Gustafsson - Cha-cha (Flowers)

#### Juryns poäng[9]
| Nr | Tävlingspar                       | Dermot Clemenger | Ann Wilson | Tony Irving | Poängsumma |
| -- | --------------------------------- | ---------------- | ---------- | ----------- | ---------- |
| 1  | Charlotte Kalla & Tobias Karlsson | 5                | 6          | 3           | 14         |
| 2  | Andreas Wijk & Ida Sund           | 7                | 7          | 6           | 20         |
| 3  | Kodjo Akolor & Jasmine Takács     | 6                | 7          | 5           | 18         |
| 4  | Renaida Braun & Tobias Bader      | 7                | 5          | 4           | 16         |
| 5  | Hampus Hedström & Ines Ștefănescu | 8                | 8          | 8           | 24         |
| 6  | Rickard Sjöberg & Tove Villför    | 7                | 7          | 7           | 21         |
| 7  | Johanna Lind & Tobias Wallin      | 7                | 6          | 5           | 18         |
| 8  | Tone Sekelius & Hugo Gustafsson   | 8                | 7          | 8           | 23         |

#### Utröstningen
Listar de två par som erhöll minst tittar- och juryröster under programmet.
Den av dessa två som är markerad med mörkgrå färg är den som tvingats lämna tävlingen (den till vänster).
| Lägst antal poäng             |                         |
| Kodjo Akolor & Jasmine Takács | Andreas Wijk & Ida Sund |

### Program 5
Sändes på TV4 den 15 april 2023. Programledaren Kristin Kaspersen kunde inte medverka under detta program och ersattes av Eric Saade. Denna vecka fick alla deltagare tolka en film med sin dans. Deltagarna nedan står angivna efter startordningen.
1. Rickard Sjöberg & Tove Villför - Jive (Danger Zone från Top Gun)
2. Renaida Braun & Tobias Bader - Rumba (Run to You från Bodyguard)
3. Hampus Hedström & Ines Ștefănescu - Cha-cha (Can't Stop the Feeling! från Trolls)
4. Tone Sekelius & Hugo Gustafsson - American Smooth (Always Remember Us This Way från A Star Is Born)
5. Johanna Lind & Tobias Wallin - American Smooth (Your Song från Moulin Rouge)
6. Andreas Wijk & Ida Sund - Paso Doble (He's A Pirate från Pirates of the Caribbean)
7. Charlotte Kalla & Tobias Karlsson - Vals (My Heart Will Go On från Titanic)

#### Juryns poäng[11]
| Nr | Tävlingspar                       | Dermot Clemenger | Ann Wilson | Tony Irving | Poängsumma |
| -- | --------------------------------- | ---------------- | ---------- | ----------- | ---------- |
| 1  | Rickard Sjöberg & Tove Villför    | 5                | 5          | 4           | 14         |
| 2  | Renaida Braun & Tobias Bader      | 8                | 8          | 8           | 24         |
| 3  | Hampus Hedström & Ines Ștefănescu | 9                | 9          | 9           | 27         |
| 4  | Tone Sekelius & Hugo Gustafsson   | 10               | 8          | 9           | 27         |
| 5  | Johanna Lind & Tobias Wallin      | 8                | 8          | 7           | 23         |
| 6  | Andreas Wijk & Ida Sund           | 8                | 7          | 6           | 21         |
| 7  | Charlotte Kalla & Tobias Karlsson | 8                | 8          | 5           | 21         |

#### Utröstningen
Listar de två par som erhöll minst tittar- och juryröster under programmet.
Den av dessa två som är markerad med mörkgrå färg är den som tvingats lämna tävlingen (den till vänster).
| Lägst antal poäng       |                                |
| Andreas Wijk & Ida Sund | Rickard Sjöberg & Tove Villför |

### Program 6
Sändes på TV4 den 22 april 2023. För första gången någonsin bytte deltagarna danspartners med varandra. Ingen röstades ut, men poängen och rösterna deltagarna fick togs med till veckan därpå, då de också fick tillbaka sin tidigare danspartner. Deltagarna mötte också varandra i en "team battle" där det vinnande laget fick 4 poäng per deltagare. Deltagarna nedan står angivna efter startordningen.
1. Tone Sekelius & Tobias Bader - Jive (Made You Look)
2. Renaida Braun & Hugo Gustafsson - Cha-cha (Ain't No Mountain High Enough)
3. Johanna Lind & Tobias Karlsson - Jive (Kings & Queens)
4. Rickard Sjöberg & Ines Ștefănescu - Quickstep (This Love)
5. Charlotte Kalla & Tobias Wallin - Rumba (Utan Dina Andetag)
6. Hampus Hedström & Tove Villför - American Smooth (Under Någon Ny)

#### Juryns poäng[12]
| Nr | Tävlingspar                       | Dermot Clemenger | Ann Wilson | Tony Irving | Team battle | Poängsumma |
| -- | --------------------------------- | ---------------- | ---------- | ----------- | ----------- | ---------- |
| 1  | Tone Sekelius & Tobias Bader      | 9                | 9          | 9           | 4           | 31 (27+4)  |
| 2  | Renaida Braun & Hugo Gustafsson   | 5                | 6          | 7           |             | 18 (18+0)  |
| 3  | Johanna Lind & Tobias Karlsson    | 7                | 7          | 9           | 4           | 27 (23+4)  |
| 4  | Rickard Sjöberg & Ines Ștefănescu | 10               | 10         | 10          | 4           | 34 (30+4)  |
| 5  | Charlotte Kalla & Tobias Wallin   | 8                | 8          | 8           |             | 24 (24+0)  |
| 6  | Hampus Hedström & Tove Villför    | 10               | 10         | 10          |             | 30 (30+0)  |

#### Utröstningen
I detta program röstades ingen ut. Poängen och rösterna deltagarna fick togs med till veckan därpå.

### Program 7
Sändes på TV4 den 29 april 2023. Alla deltagarna dansade Contemporary och tillägnade dansen till någon de håller kär. Delatagarna dansade också alla ett bugg-a-thon där juryn delade ut poängen 2-12. Deltagarna nedan står angivna efter startordningen.
1. Hampus Hedström & Ines Ștefănescu - Contemporary (I’ll Be There for You)
2. Charlotte Kalla & Tobias Karlsson - Contemporary (I Lived)
3. Renaida Braun & Tobias Bader - Contemporary (Because You Loved Me)
4. Rickard Sjöberg & Tove Villför - Contemporary (Lift Me Up)
5. Tone Sekelius & Hugo Gustafsson - Contemporary (I'll Be There)
6. Johanna Lind & Tobias Wallin - Contemporary (En Säng Av Rosor)

#### Juryns poäng[13]
| Nr | Tävlingspar                       | Dermot Clemenger | Ann Wilson | Tony Irving | Bugg-a-thon | Poängsumma | Poängsumma program 6+7 |
| -- | --------------------------------- | ---------------- | ---------- | ----------- | ----------- | ---------- | ---------------------- |
| 1  | Hampus Hedström & Ines Ștefănescu | 9                | 9          | 9           | 8           | 35 (27+8)  | 65 (30+35)             |
| 2  | Charlotte Kalla & Tobias Karlsson | 10               | 10         | 8           | 10          | 38 (28+10) | 62 (24+38)             |
| 3  | Renaida Braun & Tobias Bader      | 9                | 9          | 10          | 12          | 40 (28+12) | 58 (18+40)             |
| 4  | Rickard Sjöberg & Tove Villför    | 10               | 8          | 8           | 6           | 32 (26+6)  | 66 (34+32)             |
| 5  | Tone Sekelius & Hugo Gustafsson   | 9                | 9          | 10          | 4           | 32 (28+4)  | 63 (31+32)             |
| 6  | Johanna Lind & Tobias Wallin      | 10               | 10         | 9           | 2           | 31 (29+2)  | 58 (27+31)             |

#### Utröstningen
Listar de två par som erhöll minst tittar- och juryröster under de två senaste programmen.
Den av dessa två som är till vänster och markerad med mörkgrå färg (alternativt lila färg)är den som tvingats lämna tävlingen.
| Lägst antal poäng               |                              |
| Tone Sekelius & Hugo Gustafsson | Johanna Lind & Tobias Wallin |

### Program 8
Sändes på TV4 den 6 maj 2023. Denna vecka tolkade deltagarna Disneyfilmer i sin koreografi. Deltagarna dansade också wienervals där juryn delade ut poängen 4-12. Deltagarna nedan står angivna efter startordningen.
1. Renaida Braun & Tobias Bader - Jive (Vad Jag Kan Nå, från Vaiana)
2. Rickard Sjöberg & Tove Villför - Vals (Skönhet Inuti, från Skönheten och odjuret)
3. Johanna Lind & Tobias Wallin - Cha-cha (När Börjar Livet, från Trassel)
4. Hampus Hedström & Ines Ștefănescu - Jive (Hakuna Matata, från Lejonkungen)
5. Charlotte Kalla & Tobias Karlsson - Paso Doble (Slå Dig Fri från Frost)

#### Juryns poäng[14]
| Nr | Tävlingspar                       | Dermot Clemenger | Ann Wilson | Tony Irving | Wienervals | Poängsumma |
| -- | --------------------------------- | ---------------- | ---------- | ----------- | ---------- | ---------- |
| 1  | Renaida Braun & Tobias Bader      | 9                | 8          | 9           | 4          | 30 (26+4)  |
| 2  | Rickard Sjöberg & Tove Villför    | 8                | 9          | 8           | 6          | 31 (25+6)  |
| 3  | Johanna Lind & Tobias Wallin      | 6                | 7          | 6           | 8          | 27 (19+8)  |
| 4  | Hampus Hedström & Ines Ștefănescu | 8                | 7          | 9           | 10         | 34 (24+10) |
| 5  | Charlotte Kalla & Tobias Karlsson | 8                | 8          | 6           | 12         | 34 (22+12) |

#### Utröstningen
Listar här nedan de två par som erhöll minst tittar- och juryröster under det senaste programmet.
Den av dessa två som är till vänster och markerad med mörkgrå färg (alternativt mörklila färg) är den som tvingats lämna tävlingen.
| Lägst antal poäng            |                              |
| Johanna Lind & Tobias Wallin | Renaida Braun & Tobias Bader |

### Program 9
Sändes på TV4 den 13 maj 2023. Denna vecka var det ABBA tema. Deltagarna dansade också ett cha-cha battle där vinnaren tog hem 10 poäng medan alla andra blev utan extrapoäng. Deltagarna nedan står angivna efter startordningen.
1. Rickard Sjöberg & Tove Villför - Paso doble (Lay All You Love On Me)
2. Hampus Hedström & Ines Ștefănescu - Rumba (Fernando)
3. Charlotte Kalla & Tobias Karlsson - American Smooth (Mamma Mia)
4. Renaida Braun & Tobias Bader - American Smooth (Waterloo)

#### Juryns poäng[15]
| Nr | Tävlingspar                       | Dermot Clemenger | Ann Wilson | Tony Irving | Cha-cha battle | Poängsumma |
| -- | --------------------------------- | ---------------- | ---------- | ----------- | -------------- | ---------- |
| 1  | Rickard Sjöberg & Tove Villför    | 8                | 9          | 9           | 0              | 26 (26+0)  |
| 2  | Hampus Hedström & Ines Ștefănescu | 10               | 10         | 10          | 10             | 40 (30+10) |
| 3  | Charlotte Kalla & Tobias Karlsson | 7                | 7          | 7           | 0              | 21 (21+0)  |
| 4  | Renaida Braun & Tobias Bader      | 9                | 8          | 10          | 0              | 27 (27+0)  |

#### Utröstningen
Listar här nedan de två par som erhöll minst tittar- och juryröster under det senaste programmet.
Den av dessa två som är till vänster och markerad med mörkgrå färg (alternativt mörklila färg) är den som tvingats lämna tävlingen.
| Lägst antal poäng              |                              |
| Rickard Sjöberg & Tove Villför | Renaida Braun & Tobias Bader |

### Program 10
Sändes på TV4 den 20 maj 2023. Denna vecka valde juryn en dans till varje deltagare som de dansat tidigare under säsongen och nu skulle förbättra. Dessutom fick deltagarna en dans som de fick tolka fritt och dansa tillsammans med 4 av de andra proffsdansarna. Deltagarna nedan står angivna efter startordningen.
Dans 1
1. Renaida Braun & Tobias Bader - Tango (Stronger (What Doesn't Kill You))
2. Charlotte Kalla & Tobias Karlsson - Cha-cha (Vi Ska Aldrig Gå Hem)
3. Hampus Hedström & Ines Ștefănescu - Tango (Song 2)

Dans 2
1. Renaida Braun & Tobias Bader - Fri Tolkning (Det Bästa Kanske Inte Hänt Än)
2. Charlotte Kalla & Tobias Karlsson - Fri Tolkning (Tiny Dancer)
3. Hampus Hedström & Ines Ștefănescu - Fri Tolkning (Andan In Andas Ut)

#### Juryns poäng[16]
| Nr | Tävlingspar                       | Dermot Clemenger | Ann Wilson | Tony Irving | Poängsumma |
| -- | --------------------------------- | ---------------- | ---------- | ----------- | ---------- |
| 1  | Renaida Braun & Tobias Bader      | 10+10            | 8+10       | 10+10       | 58 (28+30) |
| 2  | Charlotte Kalla & Tobias Karlsson | 7+10             | 9+10       | 9+9         | 54 (25+29) |
| 3  | Hampus Hedström & Ines Ștefănescu | 10+10            | 10+10      | 10+10       | 60 (30+30) |

#### Utröstningen
Här nedan visas det par som erhöll minst tittar- och juryröster under det senaste programmet.
| Lägst antal poäng            |
| Renaida Braun & Tobias Bader |

### Program 11
Sändes på TV4 den 27 maj 2023. Denna vecka valde deltagarna två tidigare danser som de skulle dansa igen. Under Charlotte Kalla och Tobias Karlssons Paso Doble stormades dansgolvet av aktivister från Återställ Våtmarker, som snabbt togs bort och dansparet avslutade dansen utan avbrott. I programmet ingick även att dansa ett shownummer, och Charlotte Kalla och Tobias Karlsson avslutade med att göra en "gender reveal", det vill säga avslöja att Charlotte Kalla väntade en pojke. Deltagarna nedan står angivna efter startordningen.
Dans 1
1. Hampus Hedström & Ines Ștefănescu - Paso Doble (Let Me Entertain You)
2. Charlotte Kalla & Tobias Karlsson - Paso Doble (Slå Dig Fri från Frost)

Dans 2
1. Hampus Hedström & Ines Ștefănescu - Cha-cha (Can't Stop the Feeling! från Trolls)
2. Charlotte Kalla & Tobias Karlsson - Vals (My Heart Will Go On från Titanic)

Dans 3
1. Hampus Hedström & Ines Ștefănescu - Showdance
2. Charlotte Kalla & Tobias Karlsson - Showdance

#### Juryns poäng[18]
| Nr | Tävlingspar                       | Dermot Clemenger | Ann Wilson | Tony Irving | Poängsumma    |
| -- | --------------------------------- | ---------------- | ---------- | ----------- | ------------- |
| 1  | Hampus Hedström & Ines Ștefănescu | 10+10+10         | 10+10+10   | 10+10+10    | 90 (30+30+30) |
| 2  | Charlotte Kalla & Tobias Karlsson | 10+10+9          | 10+9+9     | 10+8+9      | 84 (30+27+27) |

Listar nedan det par som erhöll flest antal tittar- och juryröster och därmed vann Let's Dance 2023.
| Vinnare                           |
| Hampus Hedström & Ines Ștefănescu |